# ملعب غرينفيلد

ملعب غرينفيلد هو ملعب متعدد الاستخدام يقع في مدينة أبرشية تريلاوني الجامايكية . غالبا ما يتم استخدامه لمباريات كرة القدم . يسع الملعب لجلوس 25 ألف متفرج . تم افتتاح الملعب في سنة 2007 .